# 菲利普三世 (哈瑙-明岑貝格)
菲利普三世（Philipp III，1526年11月30日—1561年11月14日），哈瑙-明岑貝格伯爵，菲利普二世之子，1529年至1561年在位。

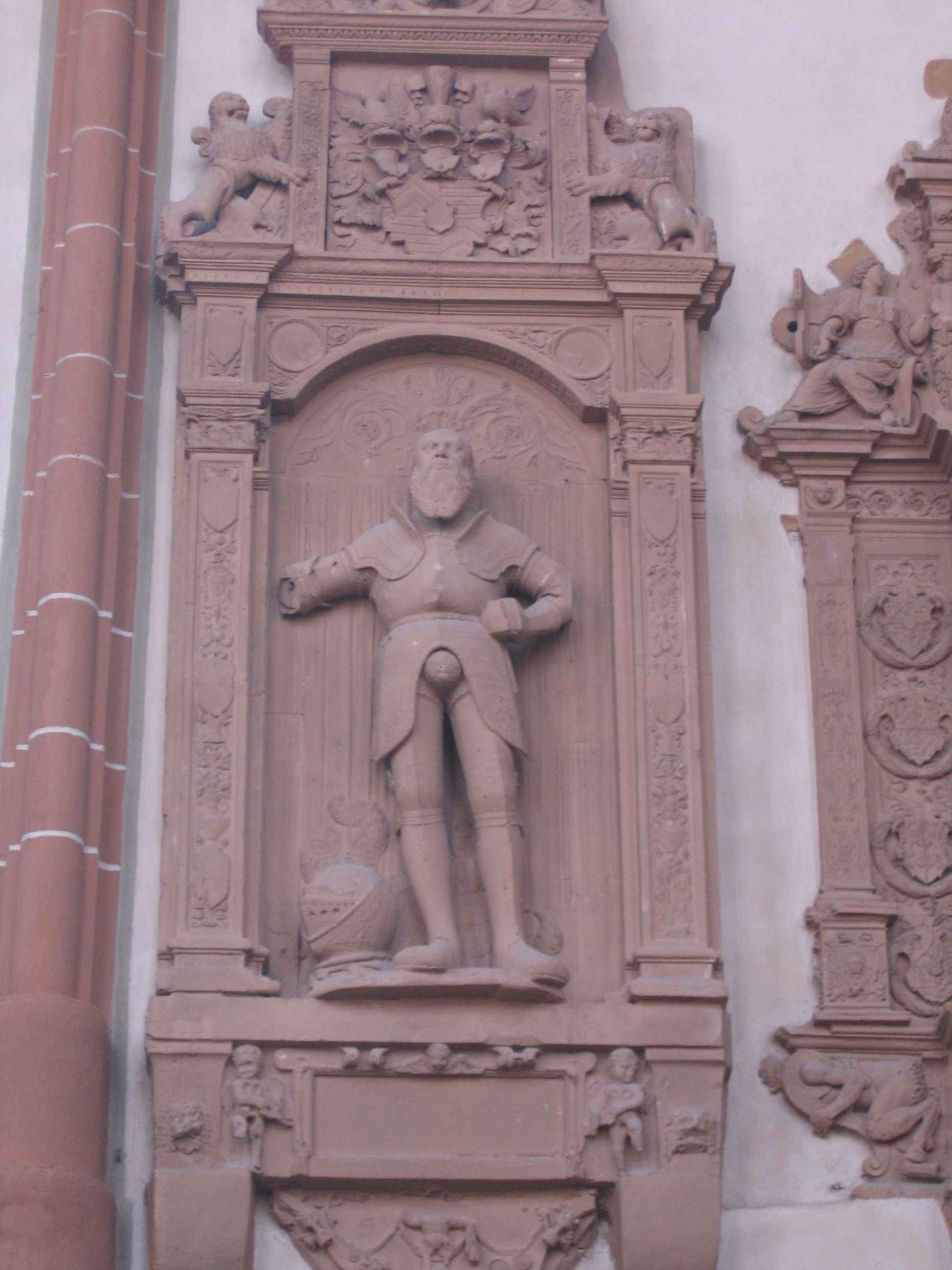
菲利普三世之墓

## 家庭
1551年，菲利普三世與普法爾茨-錫門伯爵約翰二世的女兒海倫娜結婚，有1子2女。
- 菲利普·路德維希一世（1553年－1580年）
- 多蘿西亞（1556年－1638年）
- 瑪麗亞（1562年－1605年）